# Лінда Джезек
Лінда Джезек (англ. Linda Jezek, 10 березня 1960) — американська плавчиня.
Учасниця Олімпійських Ігор 1976 року.
Чемпіонка світу з водних видів спорту 1978 року, призерка 1975 року.
Переможниця Панамериканських ігор 1975 року.